# Latifundio

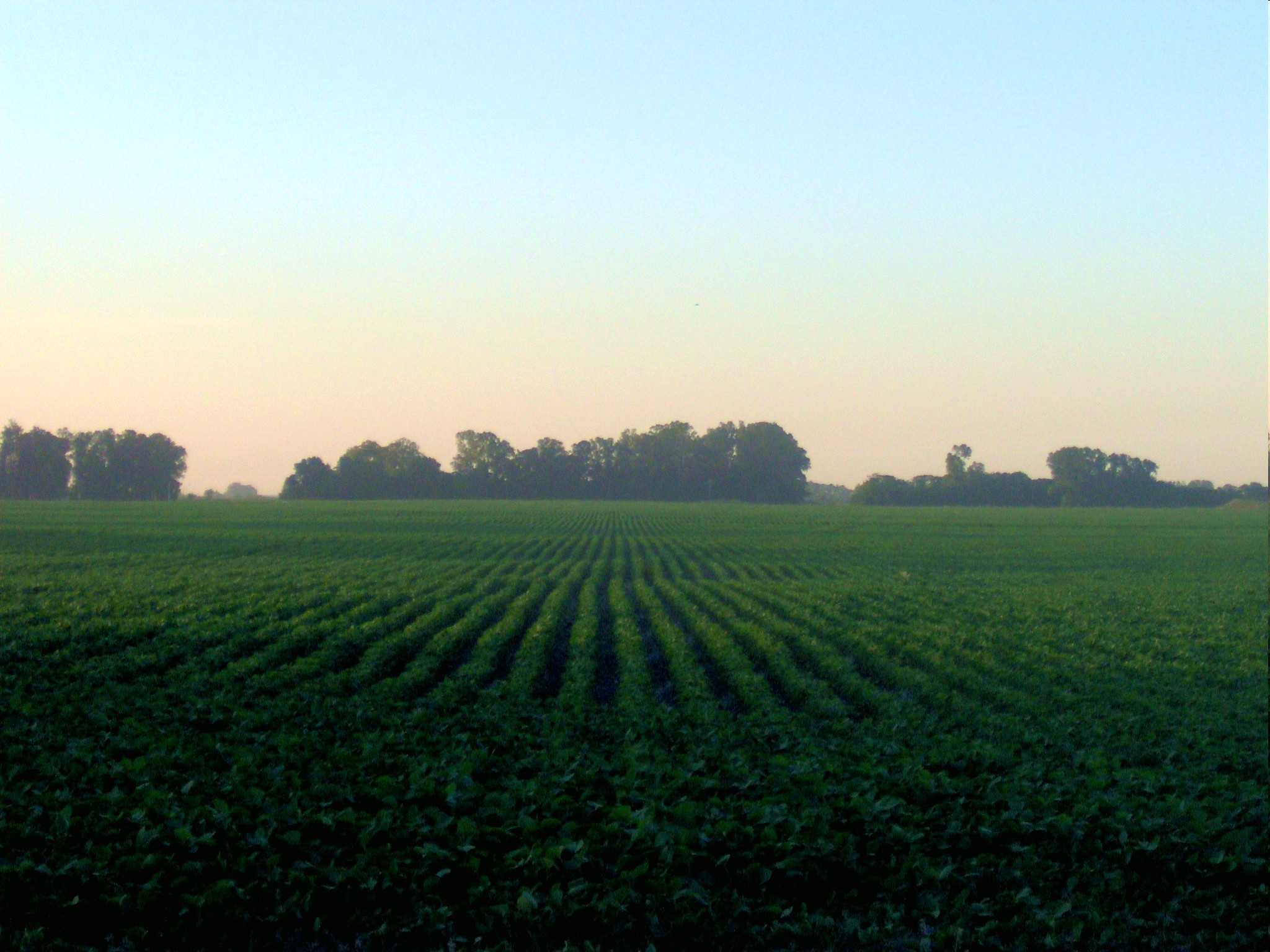
Sembradío de soja en la Pampa de Argentina.

Latifundio (del latín latifundĭum) es una explotación agraria de grandes dimensiones. La extensión necesaria para considerar una explotación latifundista depende del contexto: en Europa un latifundio puede tener algunos cientos de hectáreas. En América Latina puede superar fácilmente las diez mil.
En términos de propiedad, es equivalente a una gran propiedad agraria; aunque no necesariamente propiedad y explotación coinciden: una explotación puede constituirse con varias propiedades de propietarios distintos (por arrendamiento, cooperativa u otro tipo de cesión o asociación) y una propiedad puede estar dividida en varias fincas o parcelas, así como ser explotada por diferentes empresarios agrícolas, tanto de forma directa (por el propietario, aunque dado el tamaño necesariamente habrá de hacerlo mediante mano de obra asalariada -jornaleros-) o indirecta (por arrendatarios).
En el uso habitual del término en la época contemporánea, muy cargado de rasgos peyorativos, se entiende a los latifundios como caracterizados por un uso ineficiente de los recursos disponibles, aunque ello no siempre resulta así, ya que también existen (en América Latina, por ejemplo), explotaciones de gran tamaño que constituyen modelos de eficiencia productiva. Es necesario señalar que no siempre los conceptos de explotación y propiedad van de la mano: una explotación de gran tamaño puede consistir de diversas propiedades de diferentes dueños (ya sea por cooperativa, arrendamiento u otra clase de asociación o cesión) por lo que no se podría considerar como un verdadero latifundio.
Aparte de la extensión, existen otros elementos característicos de lo que se conoce como latifundismo: bajos rendimientos unitarios, utilización de la tierra por debajo de su nivel de máxima explotación, baja capitalización, bajo nivel tecnológico, mano de obra empleada en condiciones precarias y, en consecuencia, con bajo nivel de vida. El latifundismo ha sido tradicionalmente una fuente de inestabilidad social, excepto en las áreas de nuevo desarrollo (agricultura pionera) donde escasea la mano de obra. Para solucionar los problemas originados por los latifundios, se han probado diversas fórmulas, dependientes del tipo de gobierno en el que se encontraban: desde el cambio de estructura de la propiedad (reforma agraria), con expropiaciones incluidas, hasta la modernización de la explotación (agricultura de mercado).
Los latifundios se formaron por causas históricas, especialmente coincidiendo con conquistas militares y colonizaciones (en la formación del Imperio de la antigua Roma, en las invasiones germánicas, en la Reconquista española, en la colonización europea de América de los siglos XVI-XVIII, etc.) o con cambios políticos y socioeconómicos (en la feudalización de Europa oriental de los siglos XIV al XVIII, en los enclosures británicos de los siglos XVIII y XIX, en la desamortización española del siglo XIX, en la colectivización de la propiedad en la Unión Soviética etc.).
Las características físicas del terreno (llanuras, valles, montañas) también tuvieron mucha importancia en el desarrollo o en la limitación del  latifundismo. Como resulta obvio, el latifundismo se adapta mejor a las zonas de llanura que a las de montaña, donde históricamente siempre ha predominado el minifundismo por las propias dificultades que presenta el relieve.

## Latifundios en la antigua Roma
Las grandes propiedades agrícolas y el cultivo a gran escala alcanzaron notable desarrollo durante la República romana. Se cree que el desarrollo del cultivo a gran escala se dio por la generalización del cultivo del trigo en sustitución de otros cereales, como la espelta. El trigo era mayoritariamente importado de Sicilia, primero, y posteriormente, de África y Egipto. También se expandió notablemente el uso masivo de esclavos, que en vano se procuraba restringir por modificaciones legislativas, como la ley del 367 a. C. que obligaba a tener un número similar de asalariados libres y de esclavos.
Las reformas de los Gracos habían repartido 80.000 pequeñas parcelas, entre los proletarii ("los que crían hijos", término aplicado a los pobres sin tierra), que se habían multiplicado en Italia. En tiempos de Sila se repartieron aún más, unas 120.000, muchas de ellas para sustituir a los muertos en las guerras. Pero los repartos apenas se extendieron más allá de Italia. Sin embargo, a pesar de todo, la pequeña propiedad fue progresivamente absorbida. En provincias, los propietarios locales ricos crecían a costa de los pequeños campesinos, quienes, abrumados por las cargas (especialmente por las continuas levas militares), debían abandonar sus tierras o venderlas a bajo precio. Los publicani y otros inversores en tierras (mercaderes, negociantes...), se convertían en grandes propietarios. La legislación también intentó intervenir la extensión de los latifundios fuera de Italia: para garantizar el monopolio de los vinos y aceites procedentes de los latifundios italianos de la clase senatorial romana, se prohibió el cultivo de la vid y el olivo más allá de los Alpes, y también la importación de vinos de otras zonas del Mediterráneo (Grecia), obligando a los latifundios de las provincias a dedicarse a la ganadería, menos rentable; mientras las pequeñas propiedades que no se dedicaban a la ganadería, al no poder cultivar la vid y el olivo, sólo servían para una agricultura de subsistencia.

## La Edad Media y el feudalismo
Durante la Edad Media se introdujo un nuevo sistema social y agropecuario. Los señores feudales dominaban la propiedad de la tierra mientras que los siervos de la gleba tenían pequeñas parcelas que usaban en un tipo de agricultura de subsistencia, a cambio de la protección militar. Surgen así, poblados fortificados o ciudades acrópolis en torno a castillos, para facilitar la defensa. En el primer caso, la población, aunque básicamente tuviera un medio de vida basado en la agricultura y/o ganadería, estaba completamente rodeada por una muralla, que generalmente estaba abierta por puertas a los cuatro puntos cardinales (por ejemplo, Madrigal de las Altas Torres). En el segundo lugar, se ubicaba un castillo bien fortificado en un cerro y las viviendas del pueblo se ubicaban al pie del mismo como sucede en Almansa.

## La Edad Moderna
El sistema feudal continuó durante varios siglos, aunque tomando diversas formas durante la aparición de los Estados nacionales y, sobre todo con la formación de los imperios coloniales europeos, que se expandieron sobre extensos territorios del continente americano. Así, el imperio español en Hispanoamérica fue repartiendo las tierras y a sus habitantes indígenas entre los conquistadores a través de las instituciones conocidas como Repartimientos y Encomiendas. En el caso de los cultivos de plantación y los hatos ganaderos, surgieron los primeros latifundios agrarios en la América Latina, sustituyendo gradualmente la mano de obra indígena por esclavos de origen africano, principalmente procedentes de los países del Golfo de Guinea. Los cultivos de plantación, las grandes haciendas y los extensos hatos pecuarios fueron la base de un activo comercio entre América y Europa, que se consolidó en el siglo XVIII y, sobre todo en el XIX, ya iniciándose la Edad Contemporánea mediante las enormes transformaciones que ocurrieron en el mundo con la Ilustración, la Independencia de los Estados Unidos, la Revolución Francesa, La Independencia de los países iberoamericanos, la Revolución Industrial (que dio origen a una verdadera revolución agrícola), el éxodo rural por la emigración de campesinos hacia las grandes ciudades, el desarrollo de las comunicaciones y transporte (ferrocarril y barcos de vapor) y el extraordinario desarrollo del comercio que todos esos hechos produjeron.

## La Edad Contemporánea
Después de la Independencia de los países hispanoamericanos, del Brasil y de otras regiones, los grandes latifundios coloniales continuaron en manos de una oligarquía terrateniente, aumentando la extensión de las explotaciones al desarrollarse la navegación transoceánica y el comercio internacional, con lo que las necesidades de alimentos y materias primas crecieron considerablemente a escala mundial. En la segunda mitad del siglo XIX, comienzan a liberarse los esclavos en muchos países de todo el mundo y la mano de obra formada por los esclavos vino a ser sustituida por peones, siendo el peonaje un sistema similar a la servidumbre feudal de la Edad Media cambiando la protección militar por un pago en dinero o en especie.

## Relación entre latifundismo y grado de desarrollo

Campos de maíz de gran tamaño constituyen el cultivo desarrollado más extensivamente en la región estadounidense denominada, muy apropiadamente, Corn Belt la cual ha venido diversificándose recientemente para incluir otros cultivos, como otros cereales y leguminosas como la soya o soja.

Los latifundios son parcelas de grandes extensiones y ya que su tamaño es de dimensiones enormes, permiten un cultivo mucho más productivo lo que a su vez produce un mayor rendimiento de los recursos económicos. Todas estas ventajas resumirían la mayor cantidad de producción y la reducción de los precios de los productos resultantes, más baratos en el mercado, lo que produce en definitiva un desarrollo económico. En otras palabras, por la superioridad técnica de la gran producción, el latifundio debería permitir la producción a gran escala y a bajos precios, de materias primas para la alimentación y la agroindustria. Sin embargo, en varios países la gran propiedad de la tierra no ha conducido al desarrollo de la agricultura, debido a que se producen procesos de acaparamiento, con fines de especulación con el precio de la tierra.
Keynes consideraba  que puede presentarse el fenómeno de una preferencia por la acumulación de tierra, por la existencia de una especie de prima por la tenencia de tierra, cuyo efecto para retardar el desarrollo económico puede ser semejante al de una alta "preferencia por la liquidez". Para Marx, la concentración de la propiedad de la tierra en manos de los grandes terratenientes les permite sustraer de la producción grandes áreas, con el objetivo de elevar su renta, de manera que la gran propiedad territorial se levanta como un obstáculo para la inversión sostenida de capital en la agricultura, que causa, además, un bajo nivel de los salarios.
Por otra parte, históricamente se han registrado casos de desarrollo rápido de la agricultura a partir de la pequeña propiedad. Vietnam empobrecido por la guerra, pero sin latifundio, con fincas que no superan las 6 hectáreas pasó de ser un importador en 1981, a ser el segundo exportador mundial de arroz, y además llegó a ser en 2012 el segundo productor y primer exportador mundial de café, siendo además segundo exportador de nuez de marañón y, un gran productor de ñame, té y carne de aves. En Colombia, varias investigaciones han encontrado que la agricultura campesina puede alcanzar y en algunos casos sobrepasar la eficiencia de grandes explotaciones, concluyendo que, independientemente del tamaño de la escala de su unidad productiva, los agricultores pueden ser eficientes cuando acceden a los recursos y el entorno lo permite. En 2013, en Ucrania, una investigación estableció que frecuentemente las grandes fincas no son las más rentables. Es necesario tener en cuenta además, que las condiciones técnicas de cada cultivo determinan que es necesario tener en cuenta las especificidades de cada caso, por lo que la gran explotación no es necesariamente la mejor.

## Aspectos socioeconómicos y políticos

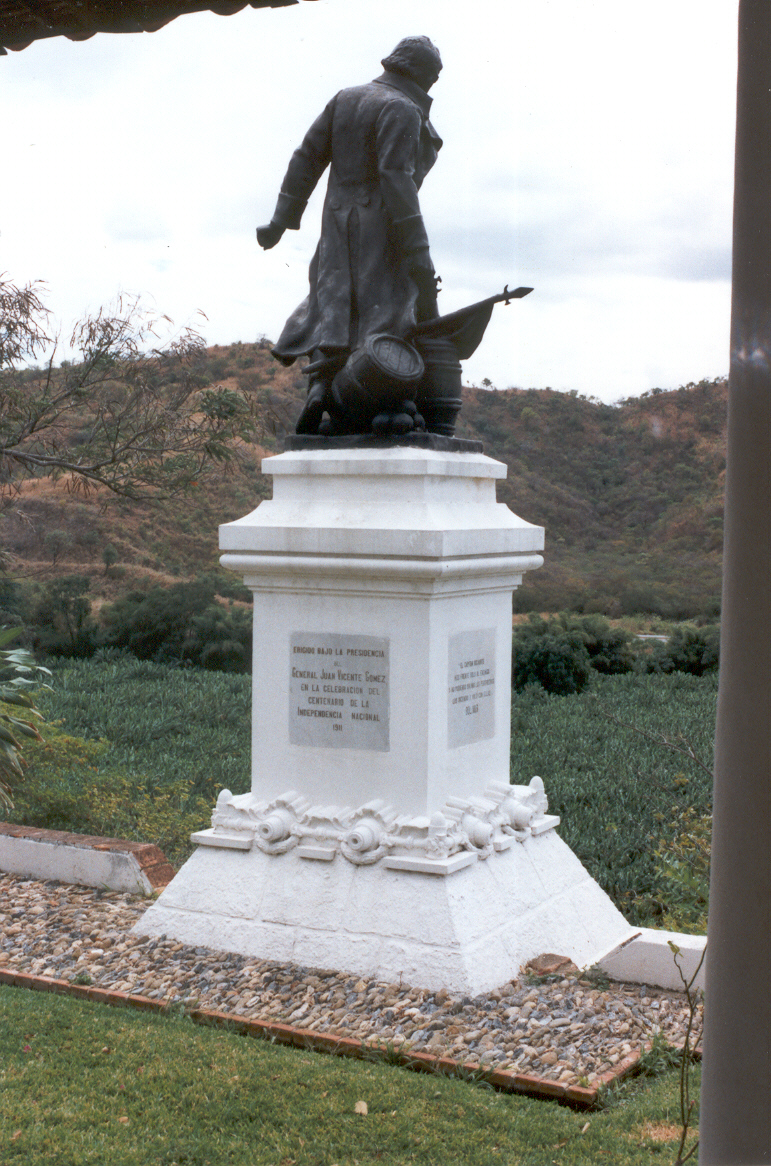
Estatua de Ricaurte en San Mateo, en la Hacienda Bolívar, dedicada a la caña de azúcar hasta la segunda mitad del, cuando fue gradualmente cambiada por el cultivo de bananas (plátanos y cambures), como puede verse en la imagen.

En la crítica del latifundismo predominan dos enfoques: el socioeconómico y el político.
- La crítica que se le ha hecho al latifundismo a lo largo de la historia desde el punto de vista social es la rigidez de los aspectos que marcan la producción latifundista en lo que respecta a los medios de producción (capital y trabajo). Por ejemplo, una gran plantación de caña de azúcar tiene que ser una empresa de mucho capital con muy poca mano de obra por unidad de superficie porque si queremos subdividirlas en pequeñas parcelas para darle trabajo a muchos más campesinos el resultado es, inevitablemente, el fracaso a no ser, evidentemente, que se cambie el cultivo de la caña de azúcar por otros cultivos más rentables como los plátanos, mangos, naranjas u otros. Estas ideas están desarrolladas en el libro de Ester Boserup[14] quien señala que con el aumento de la población y de la producción agrícola, la concentración de la población en centros urbanos resulta prácticamente inevitable. Así, Boserup señala que el cambio tecnológico de la agricultura se produce al llegar a un punto crítico la tasa de densidad demográfica con lo cual, no solo aumenta la concentración demográfica en las ciudades, sino que se modifica también la situación en el campo con el desarrollo técnico, el aumento de la producción y, sobre todo, la diversificación de la economía, con el inicio y crecimiento de empresas industriales y de servicios. La diferencia entre las dos opciones marca un proceso de cambio a nivel mundial que se ha venido produciendo en los pasados 100 a 150 años: la disminución de la población campesina por el éxodo rural obliga a los agricultores que quedan a adquirir más tierras (las de los emigrantes) que tendrán que trabajar con el empleo de una mayor cantidad de máquinas (aumento del capital) y sobre todo, también lo obligan a un cambio en los tipos de cultivo que les permitan una mayor productividad y rendimiento por hectárea.
- La crítica del latifundismo que se ha venido haciendo desde el punto de vista político se opone radicalmente a lo que se ha señalado en el punto anterior. Así, la idea de una política anti-latifundista se ha venido expresando en las constituciones de algunos países latinoamericanos, como sucede en Ecuador con la Constitución de 1998, la cual señala en su artículo 267 que se proscribirá el acaparamiento de la tierra y el latifundio ([15]) o en la Constitución venezolana donde se señala expresamente que el régimen latifundista es contrario al interés social.[16] Ello sería una idea positiva y efectiva si hubiera ido acompañada de un cambio de la tecnología, nuevos tipos de cultivo, preparación de la población trabajadora para adaptarse a los nuevos sistemas agrícolas y, sobre todo, de la mejora de la infraestructura del medio rural (electricidad, vialidad, dotación de servicios, etc.), que es deber de cualquier estado moderno. Evidentemente, este proceso no se ha cumplido en Venezuela, lo que ha llevado a un grave deterioro de la producción y productividad agropecuarias. El mismo trabajo de Ester Boserup o el de Luelmo ([17]) servirían para ampliar estas ideas.
- La crítica jurídica del latifundismo ha tenido consecuencias prácticas, en la medida en que varios países han incorporado en sus constituciones el concepto de función social de la propiedad,[18] que obliga a los grandes propietarios a preocuparse por el adecuado aprovechamiento de sus predios para bien de la sociedad, de manera que su objetivo principal no sea la especulación con los precios de la tierra, sino que contribuyan con el desarrollo económico y con el bienestar social y cultural de la población, que eleven los salarios reales de los trabajadores y mejoren sus condiciones de vida y que respeten el medio ambiente y los ecosistemas.[19]